# Данвілл (Міссурі)
Данвілл (англ. Danville) — переписна місцевість (CDP) в США, в окрузі Монтгомері штату Міссурі. Населення — 28 осіб (2020).

## Географія
Данвілл розташований за координатами 38°54′44″ пн. ш. 91°31′47″ зх. д. / 38.91222° пн. ш. 91.52972° зх. д. (38.912205, -91.529786).  За даними Бюро перепису населення США в 2010 році переписна місцевість мала площу 0,99 км², з яких 0,98 км² — суходіл та 0,01 км² — водойми.

## Демографія
Згідно з переписом 2010 року, у переписній місцевості мешкали 34 особи в 14 домогосподарствах у складі 7 родин. Густота населення становила 34 особи/км².  Було 20 помешкань (20/км²).
Расовий склад населення:
| - 100,0 % — білих |

До двох чи більше рас належало 0,0 %. Частка іспаномовних становила 0,0 % від усіх жителів.
За віковим діапазоном населення розподілялося таким чином: 20,6 % — особи молодші 18 років, 50,0 % — особи у віці 18—64 років, 29,4 % — особи у віці 65 років та старші. Медіана віку мешканця становила 46,5 року. На 100 осіб жіночої статі у переписній місцевості припадало 126,7 чоловіків;  на 100 жінок у віці від 18 років та старших — 125,0 чоловіків також старших 18 років.
За межею бідності перебувало 100,0 % осіб, у тому числі 100,0 % дітей у віці до 18 років та 100,0 % осіб у віці 65 років та старших.
Цивільне працевлаштоване населення становило 13 особи. Основні галузі зайнятості: роздрібна торгівля — 100,0 %.